# Interstate 76 (est)
Pour les articles homonymes, voir Interstate 76, Route 76 et I-76.
L'Interstate 76 (I-76) est une autoroute ouest–est dans l'Est des États-Unis. L'autoroute parcourt environ 435 miles (700 km) depuis l'I-71 à l'ouest d'Akron, Ohio jusqu'à l'I-295 à Bellmawr, New Jersey. Cette route n'est pas reliée à l'autre I-76 au Colorado et au Nebraska.
Tout juste à l'ouest de Youngstown, l'I-76 rejoint le Ohio Turnpike et passe par le sud de la ville. En Pennsylvanie, l'I-76 forme un multiplex avec une majeure partie du Pennsylvania Turnpike, passant près de Pittsburgh et d'Harrisburg avant de quitter le turnpike à Valley Forge. À cet endroit, l'I-76 devient la Schuylkill Expressway et entre éventuellement à Philadelphie, puis, traverse le Pont Walt Whitman au New Jersey. Un peu plus loin, l'I-76 atteint son terminus est. L'autoroute continue toutefois comme Route 42 / Atlantic City Expressway jusqu'à Atlantic City.

## Description du tracé
|       | mi     | km     |
| ----- | ------ | ------ |
| OH    | 82,12  | 132,16 |
| PA    | 352,00 | 566,49 |
| NJ    | 3,08   | 4,96   |
| Total | 434,87 | 699,86 |

### Ohio

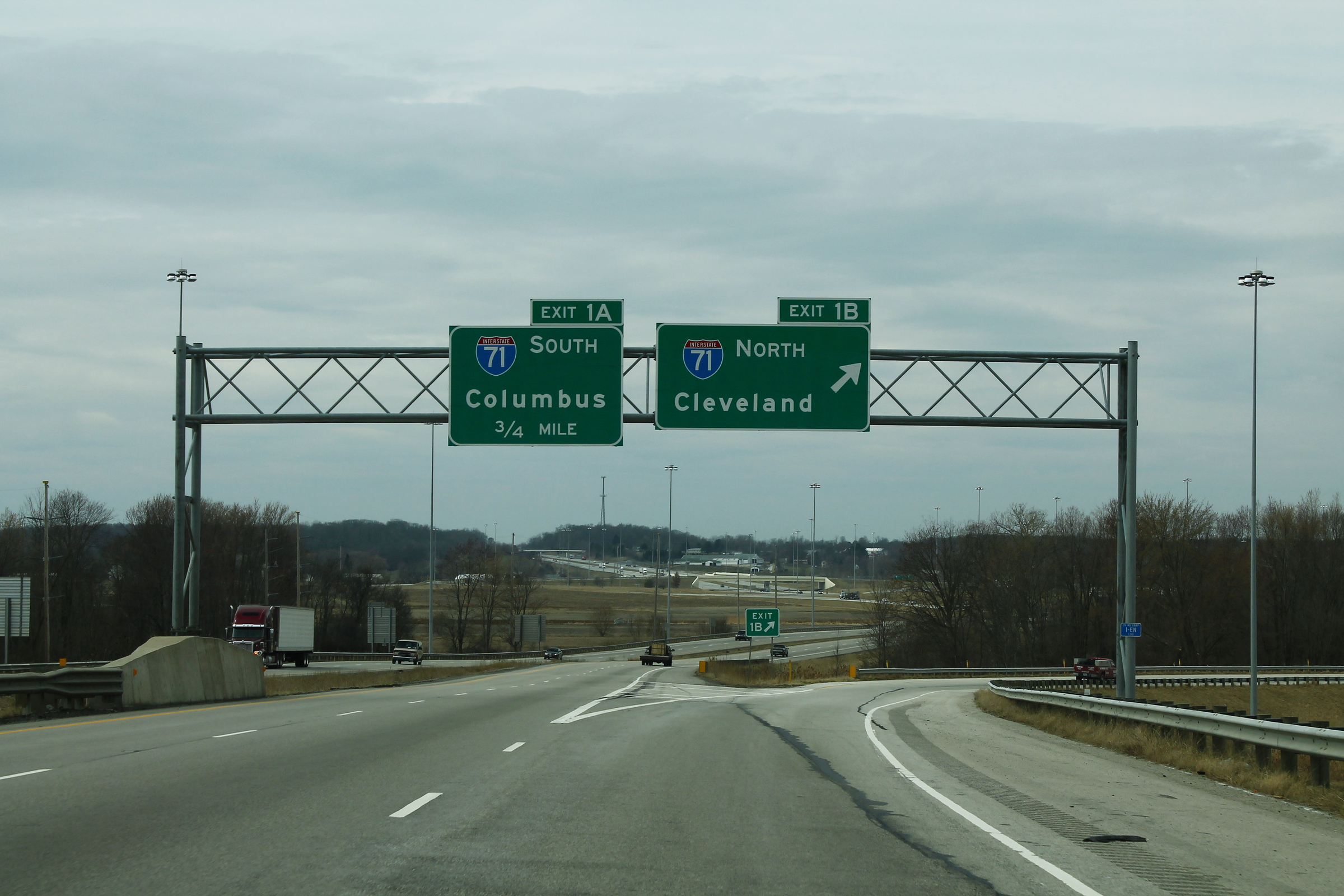
Le terminus ouest de l'I-76 à l'I-71 en Ohio

L'I-76 débute à la sortie 209 de l'I-71 à Westfield Township, environ six miles (9,7 km) à l'est de Lodi, Ohio. La US 224 poursuit le trajet à l'ouest du terminus de l'I-76. Après avoir passé par le comté rural de Medina, l'I-76 entre dans le comté de Summit et croise la SR 21, l'ancienne route principale sud–nord dans la région avant l'arrivée de l'I-77. L'-76 passe ensuite par Norton et Barberton pour finalement entrer à Akron.
Rapidement après être entrée à Akron, l'I-76 se dirige vers le nord sur la courte Kenmore Expressway. La US 224 quitte l'I-76 et continue vers l'est jusqu'à l'I-77. L'I-76 croise ensuite l'I-77 et forme un multiplex avec celle-ci. Les deux autoroutes traversent une partie du centre-ville et se séparent. L'I-76 continue vers l'est alors que l'I-77 se dirige vers le sud.
En quittant la région d'Akron, l'I-76 passe à nouveau par des régions rurales des comtés de Portage et de Mahoning. À l'ouest de Youngstown, l'autoroute croise le Ohio Turnpike et l'I-80. L'I-76 rejoint le Ohio Turnpike en se dirigeant au sud-est vers Pittsburgh alors que l'I-80 quitte le Turnpike et continue à l'est vers Youngstown. Le Ohio Turnpike porte l'I-76 jusqu'à la frontière avec la Pennsylvanie, où l'I-76 rejoint le Pennsylvania Turnpike.

### Pennsylvanie

#### Pennsylvania Turnpike

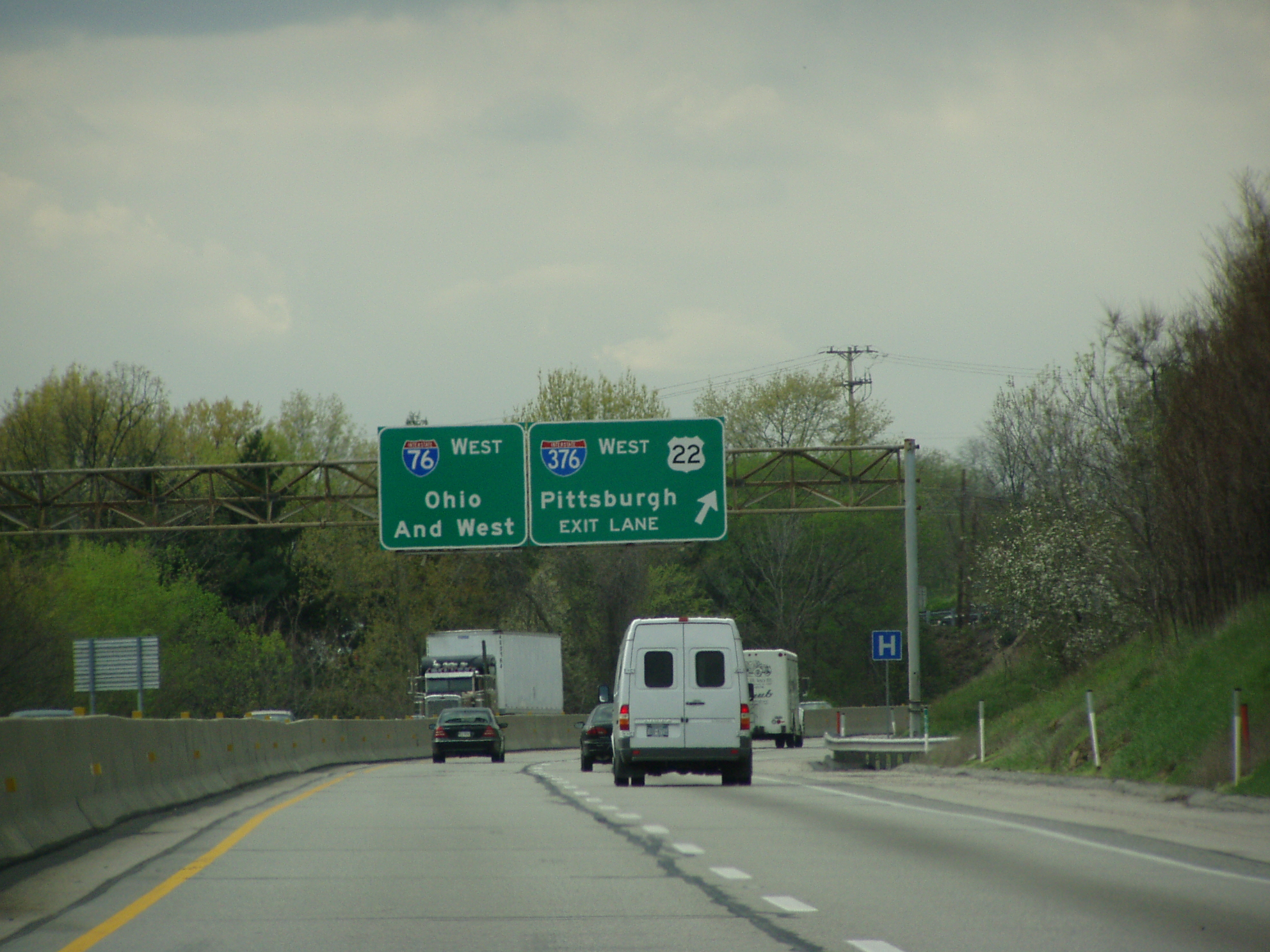
I-76 (Pennsylvania Turnpike) en direction ouest s'approchant de l'échangeur pour Pittsburgh

Depuis la frontière avec l'Ohio, le Pennsylvania Turnpike porte l'I-76 sur une grande partie de la Pennsylvanie, contournant Youngstown par le sud et Pittsburgh par le nord. Deux échangeurs gratuits existent avec la US 19 et l'I-79 près de Wexford. Dans les années 1970, l'I-76 débutait à Pittsburgh sur un segment de route qui est maintenant l'I-376.
Entre New Stanton et Breezewood, l'I-76 forme un multiplex avec l'I-70. C'est dans ce segment que se trouve le Laurel Hill Tunnel (plus en usage sur l'I-70 / I-76) ainsi que l'Allegheny Mountain Tunnel (toujours en activité) dans une région faiblement peuplée du Centre-sud de la Pennsylvanie. Il y a aussi une connexion indirecte avec l'I-99 à Bedford. L'autoroute passe par un champ d'éoliennes dans le comté de Somerset et est l'autoroute la plus près du Mémorial national du Vol 93 à Shanksville.
À Breezewood, l'I-70 quitte le turnpike (via un court segment faisant partie de l'alignement original du Pennsylvania Turnpike), alors que l'I-76 contourne les tunnels Rays Hill et Sideling Hill. L'I-76 contourne aussi Harrisburg et Reading par le sud. D'autres tunnels et montagnes caractérisent ce segment de l'autoroute. L'I-76 croise indirectement l'I-81 à Carlisle, puis, l'I-83 et l'I-283 près de Harrisburg. L'autoroute traverse ensuite le fleure Susquehanna. À Valley Forge, l'I-76 se dirige vers Philadelphie alors que le Turnpike (via l'I-276) la contourne par le nord.

#### Schuylkill Expressway
I-76 (Schuylkill Expressway) eastbound at I-676/US 30 (Vine Street Expressway) in Center City Philadelphia
À Valley Forge, au nord-ouest de Philadelphie, l'I-76 quitte le Pennsylvania Turnpike pour entrer à Philadelphie sur la Schuylkill Expressway (tandis que le Pennsylvania Turnpike continue à l'est comme I-276). Immédiatement après avoir quitté le Turnpike, l'I-76 croise la US 202 et la US 422 près de King of Prussia. L'I-76 croise ensuite l'I-476 près de Conshohocken et commence à longer la rive sud de la Schuylkill River. L'I-76 entre alors dans les limites de la ville de Philadelphie où elle rencontre la US 1 et l'I-676. L'I-676 traverse le centre-ville de Philadelphie alors que l'I-76 le contourne par le sud.
L'autoroute passe ensuite par le South Philadelphia Sports Complex près du Lincoln Financial Field, du Wells Fargo Center et du Citizens Bank Park.
Le dernier échangeur avant le Pont Walt Whitman au-dessus du fleuve Delaware pour entrer dans le New Jersey est avec l'I-95 Certaines rampes incluent des feux de signalisation puisque les rampes vers l'I-95 ont été incluses dans un échangeur existant lorsque l'I-95 a été construite. Un poste de péage se trouve dans la voie ouest de l'autoroute, à la sortie du pont.

### New Jersey

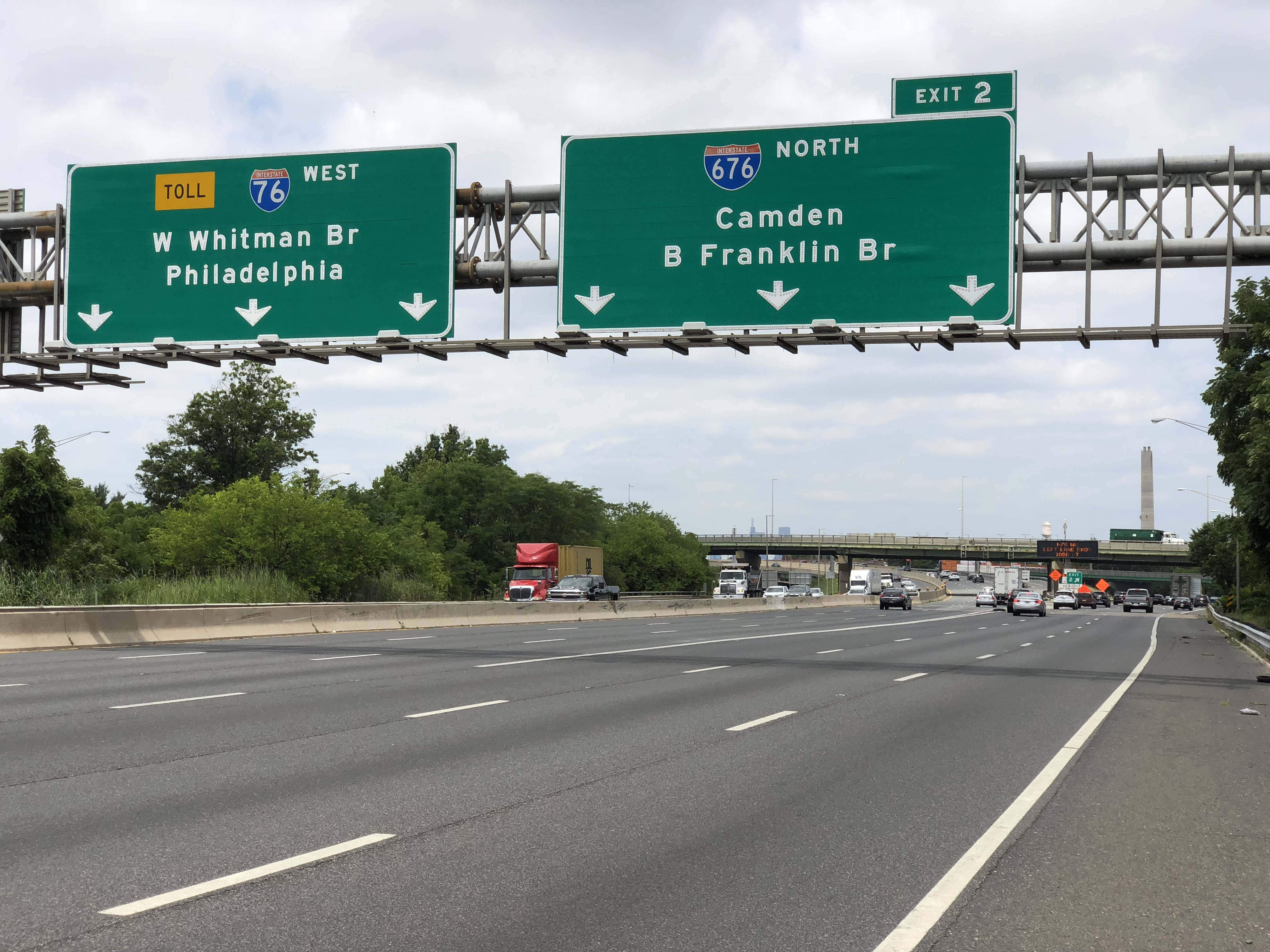
L'I-76 ouest à l'échangeur avec l'I-676 à Gloucester Cit

Tout juste après avoir traversé le fleuve Delaware sur le Pont Walt Whitman Bridge, l'I-76 tourne vers le sud et devient la North–South Freeway, laquelle porte l'I-676 nord vers le centre-ville de Camden. Les numéros de sortie au New Jersey sont à l'envers, de l'est vers l'ouest. Bien qu'elle soit indiquée vers l'est jusqu'à Atlantic City, l'I-76 se termine près de Gloucester City à un échangeur avec l'I-295.
Depuis la sortie pour l'I-676 jusqu'à son terminus, l'I-76 avait, à l'origine, des voies locales et express dans les deux directions. Depuis la reconstruction de l'I-295, celles-ci ont disparu. L'I-76 se termine à un échangeur avec l'I-295 aux limites des villes de Mount Ephraim et de Bellmawr. La route devient la Route 42, continuant vers le sud-est comme la North–South Freeway et devenant ultimement la Atlantic City Expressway (ACE) jusqu'à Atlantic City.

## Liste des sorties

### Ohio
| Interstate 76                                                           |                      |       |        |                                                                                             |                                                                                             | |
| Comté                                                                   | Municipalité         | mi    | km     | Sortie                                                                                      | Intersections / Destinations                                                                | Notes |
| Medina                                                                  | Westfield Township   | 0,00  | 0,00   |                                                                                             | US 224 ouest – Lodi                                                                         | Terminus ouest du multiplex avec US 224; continue au-delà du terminus                                         |
| Medina                                                                  | Westfield Township   | 0,00  | 0,00   | 1                                                                                           | I-71 – Columbus, Cleveland                                                                  | Indiqué sortie 1A (sud) et 1B (nord) en direction ouest; terminus ouest; sortie 209A-B de l'I-71              |
| Medina                                                                  | Seville              | 2,32  | 3,73   | 2                                                                                           | SR 3 (en) – Medina, Seville                                                                 | |
| Medina                                                                  | Wadsworth            | 7,72  | 12,42  | 7                                                                                           | SR 57 (en) – Rittman, Medina                                                                | |
| Medina                                                                  | Wadsworth            | 9,76  | 15,71  | 9                                                                                           | SR 94 (en) – North Royalton, Wadsworth                                                      | |
| Medina                                                                  | Wadsworth            | 11,71 | 18,85  | 11                                                                                          | SR 261 (en) – Norton, Wadsworth                                                             | |
| Summit                                                                  | Norton               | 13,32 | 21,44  | 13                                                                                          | SR 21 (en) – Massillon, Cleveland                                                           | Indiqué sortie 13A (sud) et 13B (nord)                                                                        |
| Summit                                                                  | Norton               | 14,65 | 23,58  | 14                                                                                          | Cleveland-Massillon Road                                                                    | |
| Summit                                                                  | Norton               | 16,19 | 26,06  | 16                                                                                          | Barber Road                                                                                 | |
| Summit                                                                  | Barberton            | 17,53 | 28,21  | 17                                                                                          | State Street vers SR 619 (en) (East Avenue, Wooster Road)                                   | |
| Summit                                                                  | Barberton            | 17,83 | 28,69  | 17                                                                                          | SR 619 (en) (East Avenue, Wooster Road) – Barberton                                         | Entrée direction ouest via State Street                                                                       |
| Summit                                                                  | Akron                | 18,62 | 29,97  | 18                                                                                          | I-277 est / US 224 est – Canton                                                             | Terminus est du multiplex avec US 224; sortie direction ouest, entrée direction est; sortie 1 de l'I-277      |
| Summit                                                                  | Akron                | 19,04 | 30,64  | 19                                                                                          | Battles Avenue, Kenmore Boulevard                                                           | |
| Summit                                                                  | Akron                | 20,45 | 32,91  | 20                                                                                          | I-77 nord – Cleveland                                                                       | Terminus ouest du multiplex avec I-77; sortie direction est, entrée direction ouest; sortie 129 de l'I-77 sud |
| Summit                                                                  | Akron                | 20,79 | 33,46  | 21A                                                                                         | East Avenue                                                                                 | Sortie direction ouest, entrée direction est                                                                  |
| Summit                                                                  | Akron                | 21,59 | 34,75  | 21B                                                                                         | Lakeshore Boulevard, Bowery Street                                                          | Sortie et entrée direction est                                                                                |
| Summit                                                                  | Akron                | 21,73 | 34,97  | 21C                                                                                         | SR 59 (en) est – Centre-ville                                                               | Indication direction est                                                                                      |
| Summit                                                                  | Akron                | 21,77 | 35,04  | 21C                                                                                         | Vers SR 59 (en) est / Dart Avenue                                                           | Indication direction ouest                                                                                    |
| Summit                                                                  | Akron                | 22,39 | 36,03  | 22                                                                                          | Main Street, Broadway Street – Centre-ville                                                 | |
| Summit                                                                  | Akron                | 23,57 | 37,93  | 23                                                                                          | I-77 sud / SR 8 (en) nord – Canton, Cuyahoga Falls, Cleveland                               | Terminus est du multiplex avec I-77; indiqué sortie 23A (sud) et 23B (nord)                                   |
| Summit                                                                  | Akron                | 24,34 | 39,17  | 24                                                                                          | Arlington Street                                                                            | Indication direction ouest                                                                                    |
| Summit                                                                  | Akron                | 24,71 | 39,77  | 24                                                                                          | Arlington Street, Kelly Avenue                                                              | Indication direction est                                                                                      |
| Summit                                                                  | Akron                | 25,00 | 40,23  | 25A                                                                                         | SR 241 (en) (Innovation Way)                                                                | Indiqué sortie 25 en direction ouest et 25A en direction est                                                  |
| Summit                                                                  | Akron                | 25,67 | 41,31  | 25B                                                                                         | Brittain Road                                                                               | Sortie direction est, entrée direction ouest                                                                  |
| Summit                                                                  | Akron                | 26,11 | 42,02  | 26                                                                                          | SR 18 (en) (East Market Street)                                                             | |
| Summit                                                                  | Springfield Township | 27,35 | 44,02  | 27                                                                                          | Gilchrist Road, Canton Road vers SR 91 (en)                                                 | |
| Summit                                                                  | Tallmadge            | 29,00 | 46,67  | 29                                                                                          | SR 532 (en) – Mogadore, Tallmadge                                                           | |
| Portage                                                                 | Brimfield Township   | 31,31 | 50,39  | 31                                                                                          | CR 18 (Tallmadge Road)                                                                      | |
| Portage                                                                 | Brimfield Township   | 33,04 | 53,17  | 33                                                                                          | SR 43 (en) – Kent, Hartville                                                                | |
| Portage                                                                 | Rootstown Township   | 38,53 | 62,01  | 38                                                                                          | SR 5 (en) est / SR 44 (en) – Ravenna                                                        | Indiqué sortie 38A (sud) et 38B (nord) en direction est                                                       |
| Portage                                                                 | Edinburg Township    | 43,07 | 69,31  | 43                                                                                          | SR 14 (en) – Alliance, Ravenna                                                              | |
| Portage                                                                 | Palmyra Township     | 48,58 | 78,18  | 48                                                                                          | SR 225 (en) – Alliance                                                                      | |
| Mahoning                                                                | Milton Township      | 54,04 | 86,97  | 54                                                                                          | SR 534 (en) – Lake Milton, Newton Falls                                                     | |
| Mahoning                                                                | Jackson Township     | 57,25 | 92,13  | 57                                                                                          | Vers SR 45 (en) / Bailey Road – Warren                                                      | |
| Mahoning                                                                | Jackson Township     | 59,85 | 96,32  | —                                                                                           | I-80 est – Youngstown, New York via Pennsylvanie                                            | Pas de numéro de sortie en direction est, sortie 218 en direction ouest                                       |
| Mahoning                                                                | Jackson Township     | 59,85 | 96,32  |                                                                                             | CR 18 (Mahoning Avenue)                                                                     | Sortie direction ouest, entrée direction est                                                                  |
| Mahoning                                                                | Jackson Township     | 59,85 | 96,32  | I-80 ouest / Ohio Turnpike ouest – Cleveland                                                |                                                                                             | |
| Mahoning                                                                | Beaver Township      | 74,05 | 119,12 | 232                                                                                         | SR 7 (en) – Youngstown                                                                      | |
| Mahoning                                                                | Beaver Township      | 75,25 | 121,02 | 234r                                                                                        | I-680 nord – Youngstown, Poland                                                             | Sortie direction ouest, entrée direction est                                                                  |
| Mahoning                                                                | Springfield Township | 78,35 | 126,02 | Mahoning Valley Service Plaza (direction ouest) Glacier Hills Service Plaza (direction est) | Mahoning Valley Service Plaza (direction ouest) Glacier Hills Service Plaza (direction est) | Mahoning Valley Service Plaza (direction ouest) Glacier Hills Service Plaza (direction est)                   |
| Mahoning                                                                | Springfield Township | 80,25 | 129,12 | Poste de péage Eastgate                                                                     | Poste de péage Eastgate                                                                     | Poste de péage Eastgate                                                                                       |
| Mahoning                                                                | Springfield Township | 82,45 | 132,62 |                                                                                             | I-76 est / Pennsylvania Turnpike est – Pittsburgh                                           | Continue en Pennsylvanie                                                                                      |
| - Terminus de multiplex - Péage - Accès incomplet - Transition de route |                      |       |        |                                                                                             |                                                                                             | |

### Pennsylvanie
| Interstate 76                                                                        |                                            |                                                              |        | | | |
| Comté                                                                                | Municipalité                               | mi                                                           | km     | Sortie                                                                                                | Intersections / Destinations                                                                          | Notes |
| Lawrence                                                                             | North Beaver Township                      | 0,00                                                         | 0,00   | | I-76 ouest / Ohio Turnpike ouest – Ohio                                                               | Continue en Ohio |
| Lawrence                                                                             | North Beaver Township                      | 1,43                                                         | 2,30   | Poste de péage (direction est seulement; E-ZPass ou péage par plaque)                                 | Poste de péage (direction est seulement; E-ZPass ou péage par plaque)                                 | Poste de péage (direction est seulement; E-ZPass ou péage par plaque)                                                                |
| Beaver                                                                               | Big Beaver                                 | 10,70                                                        | 17,22  | 10 | I-376 Toll – New Castle, Pittsburgh                                                                   | |
| Beaver                                                                               | Big Beaver                                 | 12,87                                                        | 20,70  | 13 | PA 18 (en) – Ellwood City, Beaver Falls                                                               | |
| Beaver                                                                               | Beaver River                               | 13,00                                                        | 20,90  | Pont de Beaver River                                                                                  | Pont de Beaver River                                                                                  | Pont de Beaver River |
| Butler                                                                               | Cranberry Township                         | 28,47                                                        | 45,82  | 28 | I-79 / US 19 – Pittsburgh, Érié                                                                       | |
| Allegheny                                                                            | Marshall Township                          | 31,00                                                        | 49,89  | Poste de péage de Warrendale                                                                          | Poste de péage de Warrendale                                                                          | Poste de péage de Warrendale |
| Allegheny                                                                            | Hampton Township                           | 39,10                                                        | 62,93  | 39 | PA 8 (en) – Pittsburgh, Butler                                                                        | |
| Allegheny                                                                            | Harmar Township                            | 47,73                                                        | 76,81  | 48 | PA 28 (en) – New Kensington, Pittsburgh                                                               | Accès via Freeport Road |
| Allegheny                                                                            | Allegheny River                            | 47,80                                                        | 76,90  | Pont de la rivière Allegheny                                                                          | Pont de la rivière Allegheny                                                                          | Pont de la rivière Allegheny |
| Allegheny                                                                            | Plum                                       | 49,30                                                        | 79,34  | Aire de service d'Oakmont Plum (direction est)                                                        | Aire de service d'Oakmont Plum (direction est)                                                        | Aire de service d'Oakmont Plum (direction est)                                                                                       |
| Allegheny                                                                            | Monroeville                                | 56,44                                                        | 90,83  | 57 | I-376 ouest / US 22 – New Castle, Pittsburgh                                                          | |
| Westmoreland                                                                         | Penn Township                              | 62,84                                                        | 101,13 | | PA 130 (en)                                                                                           | Échangeur proposé |
| Westmoreland                                                                         | North Huntingdon Township                  | 67,22                                                        | 108,18 | 67 | US 30 – Irwin, Greensburg, McKeesport                                                                 | Greensburg indiqué en direction est, McKeesport indiqué en direction ouest                                                           |
| Westmoreland                                                                         | New Stanton                                | 75,39                                                        | 121,33 | 75 | I-70 ouest vers US 119 / PA Turnpike 66 (en) nord – Greensburg, Wheeling                              | Terminus ouest du multiplex avec I-70                                                                                                |
| Westmoreland                                                                         | Hempfield Township                         | 77,60                                                        | 124,89 | Aire de service de New Stanton (direction ouest)                                                      | Aire de service de New Stanton (direction ouest)                                                      | Aire de service de New Stanton (direction ouest)                                                                                     |
| Westmoreland                                                                         | Donegal Township                           | 90,69                                                        | 145,95 | 91 | PA 31 (en) / PA 711 (en) – Ligonier, Uniontown                                                        | |
| Somerset                                                                             | Somerset                                   | 109,91                                                       | 176,88 | 110                                                                                                   | US 219 – Somerset, Johnstown                                                                          | |
| Somerset                                                                             | Somerset Township                          | 112,30                                                       | 180,73 | Aire de service de North Somerset (direction ouest) Aire de service de South Somerset (direction est) | Aire de service de North Somerset (direction ouest) Aire de service de South Somerset (direction est) | Aire de service de North Somerset (direction ouest) Aire de service de South Somerset (direction est)                                |
| Somerset                                                                             | Limite township Stonycreek–Allegheny       | 122,77                                                       | 197,50 | Tunnel des Monts Allegheny                                                                            | Tunnel des Monts Allegheny                                                                            | Tunnel des Monts Allegheny |
| Butler                                                                               | Bedford Township                           | 145,50                                                       | 234,16 | 146                                                                                                   | I-99 / US 220 – Bedford, Altoona, Johnstown                                                           | |
| Butler                                                                               | Bedford Township                           | 147,30                                                       | 237,06 | Aire de service de North Midway (direction ouest) Aire de service de South Midway (direction est)     | Aire de service de North Midway (direction ouest) Aire de service de South Midway (direction est)     | Aire de service de North Midway (direction ouest) Aire de service de South Midway (direction est)                                    |
| Butler                                                                               | East Providence Township                   | 161,50                                                       | 259,91 | 161                                                                                                   | US 30 vers I-70 est – Everett, Baltimore                                                              | Terminus est du multiplex avec I-70                                                                                                  |
| Fulton                                                                               | Taylor Township                            | 172,30                                                       | 277,29 | Aire de service de Sideling Hill                                                                      | Aire de service de Sideling Hill                                                                      | Aire de service de Sideling Hill |
| Fulton                                                                               | Dublin Township                            | 179,44                                                       | 288,78 | 180                                                                                                   | US 522 – McConnellsburg, Mount Union                                                                  | |
| Limite Huntingdon–Franklin                                                           | Limite township Dublin–Metal               | 187,30                                                       | 301,40 | Tunnel de Tuscarora Mountain                                                                          | Tunnel de Tuscarora Mountain                                                                          | Tunnel de Tuscarora Mountain |
| Franklin                                                                             | Metal Township                             | 188,59                                                       | 303,51 | 189                                                                                                   | PA 75 (en) – Willow Hill, Fort Loudon                                                                 | |
| Franklin                                                                             | Limite township Fannett–Lurgan             | 198,50                                                       | 319,50 | Tunnel de Kittatinny Mountain                                                                         | Tunnel de Kittatinny Mountain                                                                         | Tunnel de Kittatinny Mountain |
| Franklin                                                                             | Lurgan Township                            | 199,50                                                       | 321,10 | Tunnel de Blue Mountain                                                                               | Tunnel de Blue Mountain                                                                               | Tunnel de Blue Mountain |
| Franklin                                                                             | Lurgan Township                            | 201,29                                                       | 323,94 | 201                                                                                                   | PA 997 (en) – Shippensburg, Chambersburg                                                              | |
| Cumberland                                                                           | Hopewell Township                          | 202,50                                                       | 325,89 | Aire de service de Blue Mountain (direction ouest)                                                    | Aire de service de Blue Mountain (direction ouest)                                                    | Aire de service de Blue Mountain (direction ouest)                                                                                   |
| Cumberland                                                                           | West Pennsboro Township                    | 219,10                                                       | 352,61 | Aire de service de Cumberland Valley (direction est)                                                  | Aire de service de Cumberland Valley (direction est)                                                  | Aire de service de Cumberland Valley (direction est)                                                                                 |
| Cumberland                                                                           | Middlesex Township                         | 226,54                                                       | 364,58 | 226                                                                                                   | I-81 / US 11 – Carlisle, Harrisburg, Chambersburg                                                     | Harrisburg indiqué en direction est; Chambersburg indiqué en direction ouest; accès indirect à l'I-81 via US 11; sortie 52 de l'I-81 |
| Cumberland                                                                           | Upper Allen Township                       | 236,22                                                       | 380,16 | 236                                                                                                   | US 15 – Gettysburg, Harrisburg                                                                        | |
| York                                                                                 | Fairview Township                          | 241,87                                                       | 389,25 | 242                                                                                                   | I-83 – York, Baltimore, Harrisburg                                                                    | Sortie 39B de l'I-83 |
| Fleuve Susquehanna                                                                   | Fleuve Susquehanna                         | 246,50                                                       | 396,70 | Pont au-dessus du Fleuve Susquehanna                                                                  | Pont au-dessus du Fleuve Susquehanna                                                                  | Pont au-dessus du Fleuve Susquehanna                                                                                                 |
| Dauphin                                                                              | Lower Swatara Township                     | 247,38                                                       | 398,12 | 247                                                                                                   | I-283 nord / PA 283 (en) sud – Harrisburg, Hershey                                                    | |
| Dauphin                                                                              | Lower Swatara Township                     | 249,70                                                       | 401,85 | Aire de service de Highspire (direction est)                                                          | Aire de service de Highspire (direction est)                                                          | Aire de service de Highspire (direction est)                                                                                         |
| Limite Dauphin–Lebanon                                                               | Limite township Conewago–South Londonderry | 258,80                                                       | 416,50 | Aire de service de Lawn (direction ouest)                                                             | Aire de service de Lawn (direction ouest)                                                             | Aire de service de Lawn (direction ouest)                                                                                            |
| Lancaster                                                                            | Rapho Township                             | 266,45                                                       | 428,81 | 266                                                                                                   | PA 72 (en) – Lebanon, Lancaster                                                                       | |
| Lancaster                                                                            | East Cocalico Township                     | 286,09                                                       | 460,42 | 286                                                                                                   | US 222 – Reading, Ephrata, Lancaster                                                                  | |
| Lancaster                                                                            | Brecknock Township                         | 289,90                                                       | 466,55 | Aire de service de Bowmansville (direction est)                                                       | Aire de service de Bowmansville (direction est)                                                       | Aire de service de Bowmansville (direction est)                                                                                      |
| Berks                                                                                | Caernarvon Township                        | 298,33                                                       | 480,12 | 298                                                                                                   | I-176 nord / PA 10 (en) vers PA 23 (en) sud – Morgantown, Reading                                     | |
| Chester                                                                              | Wallace Township                           | 304,80                                                       | 490,53 | Aire de service de Peter J. Camiel (direction ouest)                                                  | Aire de service de Peter J. Camiel (direction ouest)                                                  | Aire de service de Peter J. Camiel (direction ouest)                                                                                 |
| Chester                                                                              | Uwchlan Township                           | 311,93                                                       | 502,00 | 312                                                                                                   | PA 100 (en) – Pottstown, West Chester                                                                 | |
| Chester                                                                              |                                            | 319,33                                                       | 513,91 | 320                                                                                                   | PA 29 (en) – Phoenixville, Malvern                                                                    | Interdit aux camions |
| Chester                                                                              | Tredyffrin Township                        | 324,50                                                       | 522,23 | Aire de service de Valley Forge (direction est)                                                       | Aire de service de Valley Forge (direction est)                                                       | Aire de service de Valley Forge (direction est)                                                                                      |
| Montgomery                                                                           | Upper Merion Township                      | 326,62                                                       | 525,64 | 326                                                                                                   | I-76 est vers US 202 / I-476 / US 422 nord – Philadelphie, Valley Forge                               | Terminus est du multiplex avec Pennsylvania Turnpike; I-476 indiqué en direction est, US 422 indiqué en direction ouest              |
| Montgomery                                                                           | Upper Merion Township                      | 327,28                                                       | 526,71 | 326                                                                                                   | I-76 ouest / I-276 est / Pennsylvania Turnpike vers I-476 – Harrisburg, Allentown, New Jersey         | |
| Montgomery                                                                           | Upper Merion Township                      | Poste de péage de Valley Forge (E-ZPass ou péage par plaque) |        | | | |
| Montgomery                                                                           | Upper Merion Township                      | 327,55                                                       | 527,14 | 327                                                                                                   | North Guelph Road / Village Drive – Valley Forge                                                      | Sortie direction est, entrée direction ouest                                                                                         |
| Montgomery                                                                           | Upper Merion Township                      | 327,70                                                       | 527,38 | 327                                                                                                   | Mall Boulevard                                                                                        | Sortie direction ouest, entrée direction est; accès au King of Prussia Mall                                                          |
| Montgomery                                                                           | Upper Merion Township                      | 327,98                                                       | 527,83 | 328A                                                                                                  | US 202 sud vers US 422 ouest / Swedesford Road – West Chester, Pottstown                              | |
| Montgomery                                                                           | Upper Merion Township                      | 328,23                                                       | 528,23 | 328B                                                                                                  | US 202 nord – King of Prussia                                                                         | |
| Montgomery                                                                           | Upper Merion Township                      |                                                              |        | 329                                                                                                   | King of Prussia, Norristown                                                                           | Sortie et entrée direction ouest |
| Montgomery                                                                           | Upper Merion Township                      | 330,30                                                       | 531,57 | 330                                                                                                   | PA 320 (en) – Gulph Mills                                                                             | Sortie direction ouest via Balligomingo Road; entrée direction ouest via sortie 329                                                  |
| Montgomery                                                                           | West Conshohocken                          | 332,36                                                       | 534,88 | 331                                                                                                   | I-476 – Chester, Plymouth Meeting, Conshohocken                                                       | Indiqué sortie 331A (sud) et 331B (nord); sortie 16A-B de l'I-476; Conshohocken indiqué en direction est                             |
| Montgomery                                                                           | West Conshohocken                          | 332,61                                                       | 535,28 | 332                                                                                                   | PA 23 (en) – Conshohocken                                                                             | Accès direction est via sortie 331B                                                                                                  |
| Montgomery                                                                           | Lower Merion Township                      | 337,39                                                       | 542,98 | 337                                                                                                   | Gladwyne                                                                                              | Sortie direction ouest, entrée direction est                                                                                         |
| Montgomery                                                                           | Lower Merion Township                      | 338,73                                                       | 545,13 | 338                                                                                                   | Belmont Avenue / Green Lane                                                                           | |
| Limite Montgomery–Philadelphie                                                       | Limite Lower Merion Township–Philadelphie  | 340,20                                                       | 547,50 | 339                                                                                                   | US 1 sud (City Avenue)                                                                                | Terminus ouest du multiplex avec US 1                                                                                                |
| Philadelphie                                                                         | Philadelphie                               | 340,34                                                       | 547,72 | 340A                                                                                                  | Lincoln Drive / Kelly Drive                                                                           | |
| Philadelphie                                                                         | Philadelphie                               | 340,92                                                       | 548,66 | 340B                                                                                                  | US 1 nord / Roosevelt Boulevard                                                                       | Terminus est du multiplex avec US 1                                                                                                  |
| Philadelphie                                                                         | Philadelphie                               | 342,55                                                       | 551,28 | 341                                                                                                   | Montgomery Drive / Martin Luther King Jr. Drive                                                       | |
| Philadelphie                                                                         | Philadelphie                               | 343,73                                                       | 553,18 | 342                                                                                                   | US 13 / US 30 ouest (Girard Avenue) – Zoo de Philadelphie                                             | Terminus ouest du multiplex avec US 30                                                                                               |
| Philadelphie                                                                         | Philadelphie                               | 344,57                                                       | 554,53 | 343                                                                                                   | Spring Garden Street / Haverford Avenue                                                               | Sortie direction est, entrée direction ouest                                                                                         |
| Philadelphie                                                                         | Philadelphie                               | 345,04                                                       | 555,29 | 344                                                                                                   | I-676 est / US 30 – Centre de Philadelphie                                                            | Terminus est du multiplex avec US 30                                                                                                 |
| Philadelphie                                                                         | Philadelphie                               | 345,36                                                       | 555,80 | 345                                                                                                   | Market Street / 30th Street – Gare de Philadelphie 30th Street                                        | |
| Philadelphie                                                                         | Philadelphie                               | 346,04                                                       | 556,90 | 346A                                                                                                  | South Street                                                                                          | |
| Philadelphie                                                                         | Philadelphie                               | 346,80                                                       | 558,12 | 346B                                                                                                  | Grays Ferry Avenue / University Avenue                                                                | |
| Philadelphie                                                                         | Philadelphie                               | 347,41                                                       | 559,10 | 346C                                                                                                  | 28th Street / Vare Avenue / Mifflin Street                                                            | 28th Street indiqué en direction est; Vare Avenue et Mifflin Street indiqués en direction ouest                                      |
| Philadelphie                                                                         | Philadelphie                               | 348,01                                                       | 560,07 | 347A                                                                                                  | Vers PA 291 (en) (Penrose Avenue) / I-95 sud – Aéroport international de Philadelphie                 | Sortie direction est, entrée direction ouest; accès via 26th Street                                                                  |
| Philadelphie                                                                         | Philadelphie                               | 348,01                                                       | 560,07 | 347B                                                                                                  | Passyunk Avenue / Oregon Avenue                                                                       | Indiqué sortie 347 en direction ouest                                                                                                |
| Philadelphie                                                                         | Philadelphie                               | 349,14                                                       | 561,89 | 348                                                                                                   | PA 291 (en) ouest (Penrose Avenue)                                                                    | Sortie direction ouest, entrée direction est                                                                                         |
| Philadelphie                                                                         | Philadelphie                               | 349,65                                                       | 562,71 | 349                                                                                                   | PA 611 (en) (Broad Street) – Complexe sportif                                                         | |
| Philadelphie                                                                         | Philadelphie                               | 350,14                                                       | 563,50 | 350                                                                                                   | 7th Street / Packer Avenue                                                                            | Pas d'entrée en direction ouest |
| Philadelphie                                                                         | Philadelphie                               | 350,53                                                       | 564,12 | 351                                                                                                   | I-95 / Front Street – Trenton, Chester, Aéroport international de Philadelphie                        | Sortie direction est via sortie 350, entrée direction ouest via sortie 349; sortie 19 de l'I-95                                      |
| Fleuve Delaware                                                                      | Fleuve Delaware                            | 351,98                                                       | 566,46 | Pont Walt Whitman (péage en direction ouest)                                                          | Pont Walt Whitman (péage en direction ouest)                                                          | Pont Walt Whitman (péage en direction ouest)                                                                                         |
| Fleuve Delaware                                                                      | Fleuve Delaware                            | 351,98                                                       | 566,46 | | I-76 est – Atlantic City                                                                              | Continue au New Jersey |
| - Terminus de multiplex - Péage - Accès incomplet - Transition de route - Non-ouvert |                                            |                                                              |        | | | |

### New Jersey
| Interstate 76             |                 |      |      |                                                              |                                                                 |                                                                                   |
| Comté                     | Municipalité    | mi   | km   | Sortie                                                       | Intersections / Destinations                                    | Notes                                                                             |
| Fleuve Delaware           | Fleuve Delaware | 3,08 | 4,96 |                                                              | I-76 ouest – Philadelphie                                       | Continue en Pennsylvanie                                                          |
| Fleuve Delaware           | Fleuve Delaware | 3,08 | 4,96 | Pont Walt Whitman (péage en direction ouest en Pennsylvanie) |                                                                 |                                                                                   |
| Camden                    | Camden          | 2,30 | 3,70 | 354                                                          | US 130 nord / Route 168 (en) / I-676 – Camden, Gloucester City  | Sortie direction est, entrée direction ouest; numéro de sortie de la Pennsylvanie |
| Camden                    | Camden          | 2,21 | 3,56 | 2                                                            | I-676 nord – Camden, Pont Benjamin-Franklin                     | Sortie direction ouest, entrée direction est                                      |
| Camden                    | Gloucester City | 1,15 | 1,85 | 1D                                                           | US 130 nord – Collingswood                                      | Sortie direction ouest, entrée direction est                                      |
| Camden                    | Gloucester City | 1,15 | 1,85 | 1C                                                           | US 130 sud – Brooklawn, Westville                               |                                                                                   |
| Camden                    | Mount Ephraim   | 0,13 | 0,21 | 1B                                                           | I-295 nord vers N. J. Turnpike – Trenton                        | Sortie 26A-27 de l'I-295                                                          |
| Camden                    | Bellmawr        | 0,00 | 0,00 | 1A                                                           | I-295 sud – Pont Delaware Memorial                              | Sortie direction est, entrée direction ouest                                      |
| Camden                    | Bellmawr        | 0,00 | 0,00 | —                                                            | Route 42 (en) vers Atlantic City Expressway est – Atlantic City | Continue comme Route 42                                                           |
| - Péage - Accès incomplet |                 |      |      |                                                              |                                                                 |                                                                                   |

## Autoroutes reliées

### Pennsylvanie
- Interstate 176
- Interstate 276
- Interstate 376
- Interstate 476
- Interstate 676

### New Jersey
- Interstate 676